# Lugare
Lugare (cyr. Лугаре) – wieś w Serbii, w okręgu jablanickim, w gminie Lebane. W 2011 roku liczyła 341 mieszkańców.